# Oskar Perron
Pour les articles homonymes, voir Perron.
Oskar Perron, né le 7 mai 1880 à Frankenthal et mort le 22 février 1975 à Munich, est un mathématicien allemand. Il a établi avec Frobenius le théorème de Perron-Frobenius, qui porte sur les valeurs propres de certaines matrices. Il est aussi l'auteur de la formule de Perron, qui porte sur la somme d'une fonction arithmétique.
Professeur à l'université de Heidelberg puis à l'université Louis-et-Maximilien de Munich, il est aussi l'auteur de nombreuses contributions sur les équations différentielles.

## Biographie
Heinrich Perron, le père du mathématicien, est négociant puis banquier, sa mère est fille d'un mégissier à Pirmasens. De 1886 à 1888, Oskar fréquente l'école primaire, puis de l'automne 1889 à 1895 l'école de latin, école qui reçut en 1893 le statut de collège. Il achève ses études secondaires au lycée classique de Worms où il passe son baccalauréat, puis s’inscrit en 1898 en mathématique et physique à l'université Louis-et-Maximilien de Munich. Il passe trois semestres dans les universités de Berlin, Tübingen et Göttingen.
Le 28 juillet 1906 il épouse une de ses cousines, Hermine Perron ; ils ont trois filles : Hertha, Erika et Hedwig. En 1902 il prépare sa thèse sous la direction de Ferdinand von Lindemann à Munich et réussit la même année l'examen professionnel de professeur de mathématique et de physique. Sa thèse de doctorat était consacrée au problème du mouvement d'un corps rigide soumis à certaines liaisons.
En 1906, après quelques mois comme assistant de David Hilbert à Göttingen, puis à Tübingen, il obtient un poste de privat-docent de mathématiques à l'université de Munich. De 1910 à 1914, il est professeur surnuméraire à l'université de Tübingen, et puis obtient une chaire de professeur titulaire à l'université de Heidelberg. C'est en 1913 qu'il publie son livre « Die Lehre von den Kettenbrüchen». De 1915 à 1918, il est incorporé sous les drapeaux du Landsturm, puis devient lieutenant dans le corps des topographes. En 1922 il prend la succession de son professeur Alfred Pringsheim à l'université de Munich et forme alors, avec ses collègues Constantin Carathéodory et Heinrich Tietze, le trio qu'on appelait les « cerveaux de Munich ». Sous le Troisième Reich, Perron se distingue nettement par son oppositions au gouvernement, s’oppose aux attributions de poste idéologiques au sein de l'université : de 1938 à 1944, il favorise ainsi la nomination d’Eberhard Hopf à la succession de Constantin Carathéodory. Il est nommé professeur émérite en 1951, et continue de donner des conférences jusqu'en 1960.

## Travaux de recherche
Il s'est consacré à diverses questions d'arithmétique et d'analyse classique, ayant peu de goût pour les branches modernes de la topologie ou de l'algèbre moderne. En particulier, il a travaillé pendant de nombreuses années sur les approximations diophantiennes. Les procédés sommatoires qu'il a proposés se retrouvent dans la littérature sous le terme de formules de Perron. Dès son habilitation, il généralise le concept de fraction continue à plusieurs dimensions (fractions continues de Jacobi-Perron). Il s'est aussi intéressé aux développements asymptotiques et aux séries en général, ainsi qu'aux équations différentielles ordinaires et aux équations aux dérivées partielles. Il est passé à la postérité pour les notions d’intégrale de Perron, la méthode de Perron pour résoudre le problème de Dirichlet ; il a également contribué à la résolution de diverses questions de mécanique céleste, a enrichi le calcul matriciel (théorème de Perron-Frobenius), et consacra ses dernières années à l'étude des géométries non-euclidiennes.
Ses manuels sont consacrés aux distributions de nombres et à l’algèbre.

## Sociétés savantes
Il était membre de plusieurs sociétés savantes comme l’Académie allemande des sciences Leopoldina (1919), l’Académie des sciences de Heidelberg (1917), l’Académie bavaroise des sciences (1924) et l’Académie des sciences de Göttingen (1928). Il a présidé en 1934 la Deutsche Mathematiker-Vereinigung.

## Ouvrages
- Über die Drehung eines starren Körpers um seinen Schwerpunkt bei Wirkung äußerer Kräfte, thèse de doctorat, Munich, 1902
- Grundlagen für eine Theorie der Jacobischen Kettenbruchalgorithmus, thèse d'habilitation, Leipzig, 1906
- Die Lehre von den Kettenbrüchen, 2 vols., 1913, 3e éd. Teubner-Verlag 1954 (vol. 1 Elementare Kettenbrüche, vol. 2 Analytische und funktionentheoretische Kettenbrüche)
- Irrationalzahlen, 1921, 2e éd. 1939, 4e éd. de Gruyter, Berlin 1960
- Algebra I, II, Sammlung Göschen 1927, 3e éd., 1951
- avec Evelyn Frank:  Nichteuklidische Elementargeometrie der Ebene, Teubner, Stuttgart 1962